# Фёдорова, Ольга Васильевна
О́льга Васи́льевна Фёдорова (род. 16 апреля 1978, Кисловодск, Ставропольский край, СССР) — российская баскетболистка, выступала в амплуа центрового.

## Биография
У Ольги Фёдоровой первым профессиональным клубом был ростовский «Тэсмо-Дон», откуда она стала постоянно привлекаться в состав национальной сборной различных возрастов. Первый свой успех Ольга праздновала в 1993 году, когда новообразованная сборная России выиграла чемпионат Европы среди кадеток (до 16 лет) в Словакии. В том первенстве баскетболистка набрала в среднем за матч 5,2 очка. В следующем году, в возрасте 16 лет, Фёдорова выступает на юниорском первенстве Европы (до 18 лет) — сборная занимает 4-е место.
В 1995 году Ольга переходит в питерскую «Волну», которую тренирует прославленный тренер Станислав Гельчинский. В 1996 году, в составе юниорской национальной команды, баскетболистка выигрывает ещё одно европейское «золото» и опять в Словакии, а в 1997 году участвует уже на юниорском мировом форуме в Бразилии — сборная заняла 5-е место (5,3 очка в среднем за матч). После «Волны» Фёдорова выступала в армейских командах Самары и Москвы, пока в 2000 году не уезжает на Пиренеи.
Первый сезон в Испании Ольга провела в команде высшей лиге «Экстругаса». Последующие сезоны Фёдорова проводит в подэлитном дивизионе и исключительно в галисийских командах: «Университарио де Ферроль», «Пабеллон» (Оренсе), «Арсиль». Причём в сезоне 2003/04, выступая в низшей лиге за «Университарио де Ферроль» (фарм-клуб «Университат де Барселона») баскетболистка смогла сыграть 6 матчей в Евролиге ФИБА в майке барселонской команды.
В настоящее время Ольга Фёдорова проживает в Кальдас-де-Рейес.

## Достижения
- Чемпион Европы среди кадеток: 1993
- Чемпион Европы среди юниорок: 1996